# Luke Sauder
Luke Sauder (ur. 13 września 1970 w North Yorku) – kanadyjski narciarz alpejski, dwukrotny olimpijczyk.

## Kariera
Jego pierwszy zanotowany występ na arenie międzynarodowej jest jednocześnie jego debiutem w zawodach Pucharu Świata. Miało to miejsce 10 stycznia 1993 w niemieckim Ga-Pa. Zajął wtedy 67. miejsce w zjeździe. Pierwsze pucharowe punkty zdobył 17 grudnia tego samego roku w zjeździe we włoskiej Val Gardenie zajmując 13. miejsce. Najlepsze wyniki notował w sezonie 1996/1997, kiedy to z dorobkiem 94 punktów zajął 62. pozycję w generalnej klasyfikacji.
Sauder dwukrotnie startował w zjeździe na zimowych igrzyskach olimpijskich: w 1994 roku w Lillehammer oraz w 1998 roku w Nagano. Lepiej się zaprezentował na tych pierwszych igrzyskach, gdzie zajął 27. miejsce. W Japonii nie ukończył swojego zjazdu. Także dwukrotnie w zjeździe startował na mistrzostwach świata: w 1997 roku w Sestriere oraz w 2001 roku w St. Anton. Zajmował odpowiednio 22. i 21. miejsce.
Karierę zakończył w 2003 roku.

## Osiągnięcia

### Igrzyska olimpijskie
| Miejsce | Dzień     | Rok  | Miejscowość | Konkurencja | Czas biegu  | Strata  | Zwycięzca        |
| ------- | --------- | ---- | ----------- | ----------- | ----------- | ------- | ---------------- |
| 27.     | 13 lutego | 1994 | Lillehammer | Zjazd       | 1:47,45 min | +1,70 s | Tommy Moe        |
| DNF1    | 13 lutego | 1998 | Nagano      | Zjazd       | -           | -       | Jean-Luc Crétier |

### Mistrzostwa świata
| Miejsce | Dzień    | Rok  | Miejscowość | Konkurencja | Czas biegu  | Strata  | Zwycięzca     |
| ------- | -------- | ---- | ----------- | ----------- | ----------- | ------- | ------------- |
| 22.     | 8 lutego | 1997 | Sestriere   | Zjazd       | 1:53,73 min | +2,62 s | Bruno Kernen  |
| 21.     | 7 lutego | 2001 | St. Anton   | Zjazd       | 1:42,22 min | +3,48 s | Hannes Trinkl |

### Puchar Świata

#### Miejsca w klasyfikacji generalnej
- 1993/1994: 93.
- 1994/1995: 114.
- 1995/1996: 113.
- 1996/1997: 62.
- 1997/1998: 63.
- 1998/1999: 75.
- 1999/2000: 77.
- 2000/2001: 102.